# El dedo del destino
El dedo del destino é um filme de comédia coproduzido por Espanha e Estados Unidos, dirigido por Richard Rush e lançado em 1967.
Este filme foi distribuído na América pela Troma Entertainment.